# 天主教德里教區
天主教德里教區（拉丁語：Dioecesis Derriena） 是愛爾蘭一個羅馬天主教教區。範圍包括倫敦德里郡大部、安特里姆郡、蒂龍郡和多尼戈爾郡一部。屬阿馬總教區。

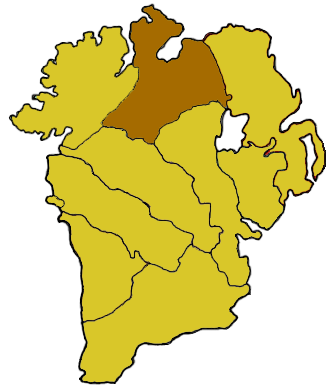
德里教區管轄範圍圖

2007年，在當地322,219人口中，有教友236,548人，佔轄區總人口73.4%、53個堂區、127名司鐸、9名修士、109名修女。現任主教為謝默斯·赫加蒂。1158年升為教區。